# Тегісжол
Тегісжо́л (каз. Тегісжол) — село у складі Акжаїцького району Західноказахстанської області Казахстану. Входить до складу Алгабаського сільського округу.
У радянські часи село називалось Тельново.
Населення — 124 особи (2021; 228 у 2009, 374 у 1999, 532 у 1989).